# Лескён (Верхняя Гаронна)
Лескён (фр. Lescuns, окс. Les Cunhs) — коммуна во Франции, находится в регионе Юг — Пиренеи. Департамент — Верхняя Гаронна. Входит в состав кантона Казер. Округ коммуны — Мюре.
Код INSEE коммуны — 31292.

## География

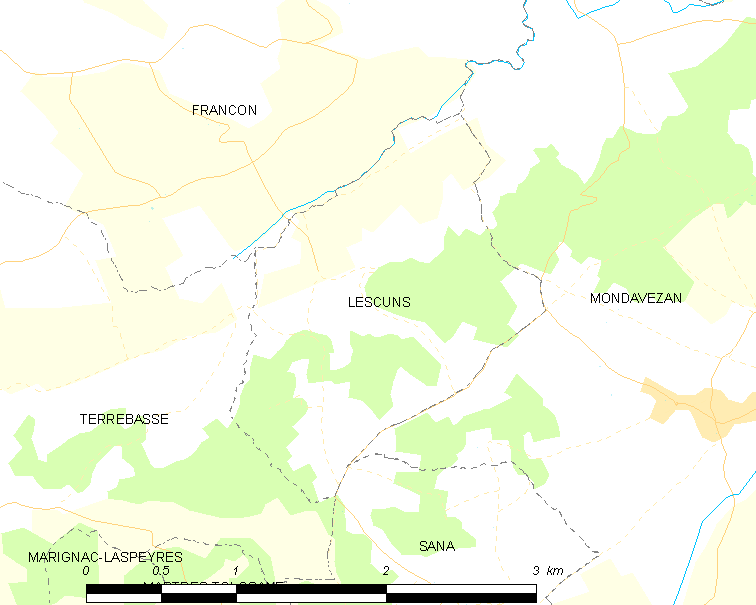
Карта коммуны

Коммуна расположена приблизительно в 640 км к югу от Парижа, в 55 км к юго-западу от Тулузы.
По территории коммуны протекает река Луж.

## Климат
Климат умеренно-океанический. Зима мягкая и снежная, весна характеризуется сильными дождями и грозами, лето сухое и жаркое, осень солнечная. Преобладают сильные юго-восточные и северо-западные ветры.

## Население
Население коммуны на 2010 год составляло 57 человек.
| 1962 | 1968 | 1975 | 1982 | 1990 | 1999 | 2010 |
| ---- | ---- | ---- | ---- | ---- | ---- | ---- |
| 54   | 45   | 48   | 44   | 44   | 42   | 57   |

## Экономика
В 2010 году среди 31 человека трудоспособного возраста (15—64 лет) 25 были экономически активными, 6 — неактивными (показатель активности — 80,6 %, в 1999 году было 83,3 %). Из 25 активных жителей работали 24 человека (14 мужчин и 10 женщин), безработной была 1 женщина. Среди 6 неактивных 1 человек был учеником или студентом, 3 — пенсионерами, 2 были неактивными по другим причинам.